# Flache (bois)
Pour les articles homonymes, voir Flache.

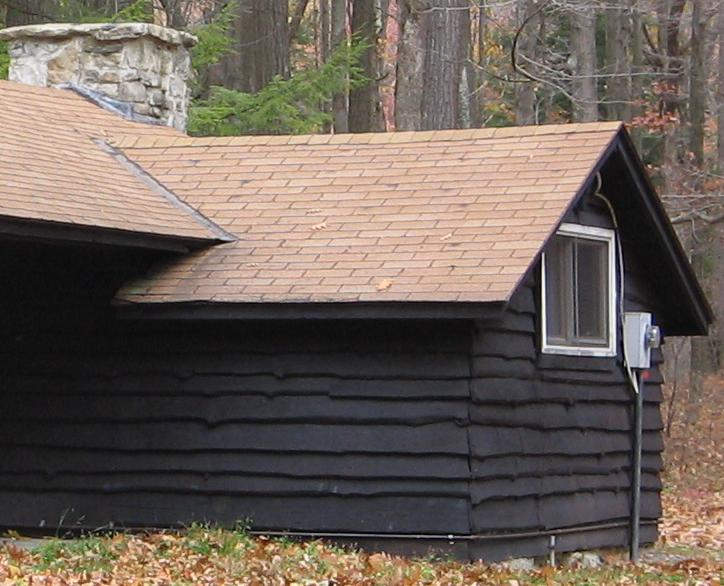
Planches flacheuses en bardage, sur une cabane aux États-Unis.

La flache est, dans une pièce de bois sciée ou équarrie, le vestige de la surface cylindrique de la grume dont ce bois provient, défaut qui apparaît sur une ou plusieurs de ses arêtes, en quelque sorte par manque de bois. La flache peut présenter de l'aubier mais aussi une partie de l'écorce. Les flaches apparaissent généralement lorsque les planches ou les poutres ne peuvent être coupées correctement en raison de la courbure de l'arbre ou parce que le fil du bois ne peut être suivi. 
Il en découle qu'une dosse, qui provient des premières levées faites sur le corps de l'arbre, est une planche flacheuse. Dans une poutre, on dit dédosser ou équarrir pour dire dresser avec la scie une pièce pour la mettre à vive-arête au moyen des levées ou suppressions que l'on fait des parties flacheuses.
Malgré l'absence d'intégrité, certaines études prouvent que la présence de la flache n'affecte pas la résilience, ni les autres propriétés mécaniques des poutres qui la présentent. Cela pourrait être dû au fait que le manque de bois est compensé par une plus grande continuité des fibres à la surface de la pièce et par un effet de forme de la section. 
L'expression flache se traduit par gema en espagnol et wane en anglais.